# 3. Feldartillerie-Brigade Nr. 32
Die 3. Feldartillerie-Brigade Nr. 32 war ein Großverband der Preußischen Armee.

## Geschichte
Die 3. Feldartillerie-Brigade Nr. 32 wurde zum 1. Oktober 1901 in Pirna aufgestellt und am 16. Februar 1917 zum Artilleriekommandeur 32 umfunktioniert, dem damit die taktische Führung der gesamten sächsischen Feld- und schweren Artillerie oblag. 
Sie war Teil der 32. Division, die dem XII.  Armee-Korps zugeordnet war und ihren Standort von 1913 bis zum Kriegsende in Bautzen hatte. 

### Gliederung
- 1901 bis 1914

Kgl. Sächs. 2. Feld-Artillerie-Regiment Nr. 28 und Kgl. Sächs. 5. Feld-Artillerie-Regiment Nr. 64
- Kriegsgliederung bei Mobilmachung 1914

Wie vor
- Kriegsgliederung am 24. Mai 1918

Artillerie-Kommandeur Nr. 32:
Kgl. Sächs. 5. Feld-Artillerie-Regiment Nr. 64 und Fußartillerie-Bataillon Nr. 80

### Erster Weltkrieg
Die Brigade kam im Verband der 32. Division ausschließlich an der Westfront zum Einsatz.
Zu den Kampfhandlungen, Gefechten und Schlachten siehe Kampfgeschehen der 32. Division.

### Brigadekommandeure
| Name               | Datum                                 |
| ------------------ | ------------------------------------- |
| Benno Haase        | 20. September 1901 bis 22. April 1904 |
| Egon von Gersdorff | 23. April 1904 bis 14. April 1908     |
| Hasso von Wilucki  | 15. April 1908 bis 21. Mai 1912       |
| Erwin Schramm      | 22. Mai 1912 bis 21. September 1914   |
| August Bierling    | 22. September 1914 bis 31. März 1915  |
| Heinrich Vollert   | 1. April 1915 bis 26. Dezember 1915   |
| Erich Wagner       | 27. Dezember 1915 bis Kriegsende      |